# La Jonchère
La Jonchère és un municipi francès situat al departament de Vendée i a la regió de País del Loira. L'any 2007 tenia 372 habitants.

## Demografia

### Població
El 2007 la població de fet de La Jonchère era de 372 persones. Hi havia 161 famílies de les quals 36 eren unipersonals (16 homes vivint sols i 20 dones vivint soles), 78 parelles sense fills i 47 parelles amb fills.
La població ha evolucionat segons el següent gràfic:
Habitants censats

### Habitatges
El 2007 hi havia 274 habitatges, 163 eren l'habitatge principal de la família, 99 eren segones residències i 12 estaven desocupats. 271 eren cases i 2 eren apartaments. Dels 163 habitatges principals, 136 estaven ocupats pels seus propietaris, 23 estaven llogats i ocupats pels llogaters i 4 estaven cedits a títol gratuït; 1 tenia una cambra, 4 en tenien dues, 41 en tenien tres, 56 en tenien quatre i 61 en tenien cinc o més. 143 habitatges disposaven pel capbaix d'una plaça de pàrquing. A 76 habitatges hi havia un automòbil i a 84 n'hi havia dos o més.

### Piràmide de població
La piràmide de població per edats i sexe el 2009 era:
| Homes | Edats   | Dones |
| ----- | ------- | ----- |
| 0     | 95 o +  | 0     |
| 0     | 90 a 94 | 0     |
| 0     | 85 a 89 | 4     |
| 4     | 80 a 84 | 0     |
| 8     | 75 a 79 | 12    |
| 12    | 70 a 74 | 16    |
| 12    | 65 a 69 | 4     |
| 12    | 60 a 64 | 8     |
| 4     | 55 a 59 | 12    |
| 12    | 50 a 54 | 12    |
| 8     | 45 a 49 | 8     |
| 8     | 40 a 44 | 0     |
| 8     | 35 a 39 | 12    |
| 0     | 30 a 34 | 4     |
| 16    | 25 a 29 | 8     |
| 8     | 20 a 24 | 4     |
| 12    | 15 a 19 | 4     |
| 8     | 10 a 14 | 4     |
| 8     | 5 a 9   | 0     |
| 4     | 0 a 4   | 8     |

## Economia
El 2007 la població en edat de treballar era de 222 persones, 151 eren actives i 71 eren inactives. De les 151 persones actives 141 estaven ocupades (79 homes i 62 dones) i 10 estaven aturades (4 homes i 6 dones). De les 71 persones inactives 41 estaven jubilades, 12 estaven estudiant i 18 estaven classificades com a «altres inactius».

### Ingressos
El 2009 a La Jonchère hi havia 173 unitats fiscals que integraven 398 persones, la mediana anual d'ingressos fiscals per persona era de 16.493 €.

### Activitats econòmiques
Dels 21 establiments que hi havia el 2007, 8 eren d'empreses de construcció, 5 d'empreses de comerç i reparació d'automòbils, 2 d'empreses immobiliàries, 3 d'empreses de serveis i 3 d'empreses classificades com a «altres activitats de serveis».
Dels 6 establiments de servei als particulars que hi havia el 2009, 4 eren paletes, 1 lampisteria i 1 empresa de construcció.
L'únic establiment comercial que hi havia el 2009 era una perfumeria.
L'any 2000 a La Jonchère hi havia 8 explotacions agrícoles que ocupaven un total de 1.008 hectàrees.

## Poblacions més properes
El següent diagrama mostra les poblacions més properes.